# Sävsjö kommunala realskola
Sävsjö kommunala realskola var en kommunal realskola i Sävsjö verksam från 1950 till 1971.

## Historia
Skolan ombildades 1950 från en högre folkskola till en kommunal mellanskola som 1 juli 1952 ombildades till kommunal realskola.>
Realexamen gavs från 1950 till 1971.
Skolbyggnaden används efter realskoletiden av Hofgårdsskolan.